# قائمة ثقافات فرعية

هذه قائمة للثقافات الفرعية

## A
- مستقبلية إفريقية
- Anarcho-punk
- أنيمي فندوم

## B
- بي دي إس إم

- جيل بيت,[2] انظر بيتنك
- السائقون نرى نوادي الدراجات النارية والدراجات النارية الخارجة عن القانون النوادي
- فواتير[3]
- Biopunk[4][5]
- كمال الاجسام[6]
- بوهيمية[7]
- Bōsōzoku[8]
- برو (أخي)
- Bronies

## C
- نشاز في المجتمع
- سبورات
- Chongas
- كوزبلاي[9]
- Crusties
- Cybergoth[10]
- المفروم ومشدود
- الشيكانو

## D
- الظلام الثقافة
- رؤساء ميتة
- ثقافة الصم[7]
- مشهد توضيحي

- Dieselpunk

## E
- إيمو (نمط موسيقي)

## F
- فندوم[12]
- مشهد غريب[13]
- فروي فندوم[7]
- مستقبلية

## G
- اللاعب
- عصابات
- جلام روك و غلم المعادن[14]
- القوطية لوليتا[15]
- ثقافة فرعية القوطي[16]
- غريسر[17]
- وسخ
- الجرونج
- مزراب فاسق

## H
- هاكر[7]
- فاسق المتشددين
- المتشددون
- المعادن الثقيلة فرعية[7]
- ثقافة عالية
- ثقافة الهيب هوب، انظر أيضا B-boy، الكتابة على الجدران الفنانين
- الهبي/هيبي[18]
- محب، انظر محب (1940 فرعية) ومحب (المعاصرة ثقافة فرعية)

## I
- الصناعية,[19] انظر أيضا rivethead

## J
- جوغغالو[7]
- شعوذة[20]
- جوك
- Junglist

## L
- الفتى الثقافة
- سابورية
- جلد فرعية

## M
- ثقافة الصناع
- Mangas
- Metalcore[21]
- Military brat
- Mod,[18] see mod revival

## N
- Neo-فيكتوريا
- الطالب الذي يذاكر كثيرا
- الرومانسية الجديدة[22]
- شمالي الروح
- العري/المذهب الطبيعي[23]

## O
- أوتاكو[7]
- Otherkin ، انظر أيضا مصاص دماء الحياة و therianthropy

## P
- Pachuco[24]
- دبوس، انظر أيضا الملابس خمر
- بوكيمون
- Prepper
- بربي,[25] انظر أيضا وادي فتاة وشعبية زمرة
- حزماوي متعصب[26][27] و psychonauts[28][29]
- فاسق فرعية[18]

## Q
- Queer culture

## R
- Raggare
- الهذيان[7]
- الشغب grrrl[7]
- Rivethead ، انظر الصناعية الموسيقى
- روكابيلي[30]
- الروك[18]
- الأدوار اللاعبين[7]
- فتى وقح[7]

## S
- الخيال العلمي فندوم
- Scooterboy[18]
- الكشفية[31]
- متزلج
- حليقي الرؤوس;[18] انظر أيضا: مثلي الجنس حليقي الرؤوس، الهنود الحمر, Trojan حليقي الرؤوس، أبيض السلطة حليقي الرؤوس, & suedehead[32]
- Soulboy[33]
- Steampunk[34]
- Stilyaga
- حافة مستقيمة
- أرجوحة للأطفال
- يتأرجح[35]

## T
- Teenybopper[7]
- Teddy Boy[18]
- Trekkie[36]

## V
- Vampire lifestyle
- Video game culture

## W
- Warez scene[37][38]

## Z
- Zazou[39]